# São João de Meriti Futebol Clube
São João de Meriti Futebol Clube é uma agremiação esportiva da cidade de São João de Meriti, no estado do Rio de Janeiro, fundada a 22 de fevereiro de 1995.

## História

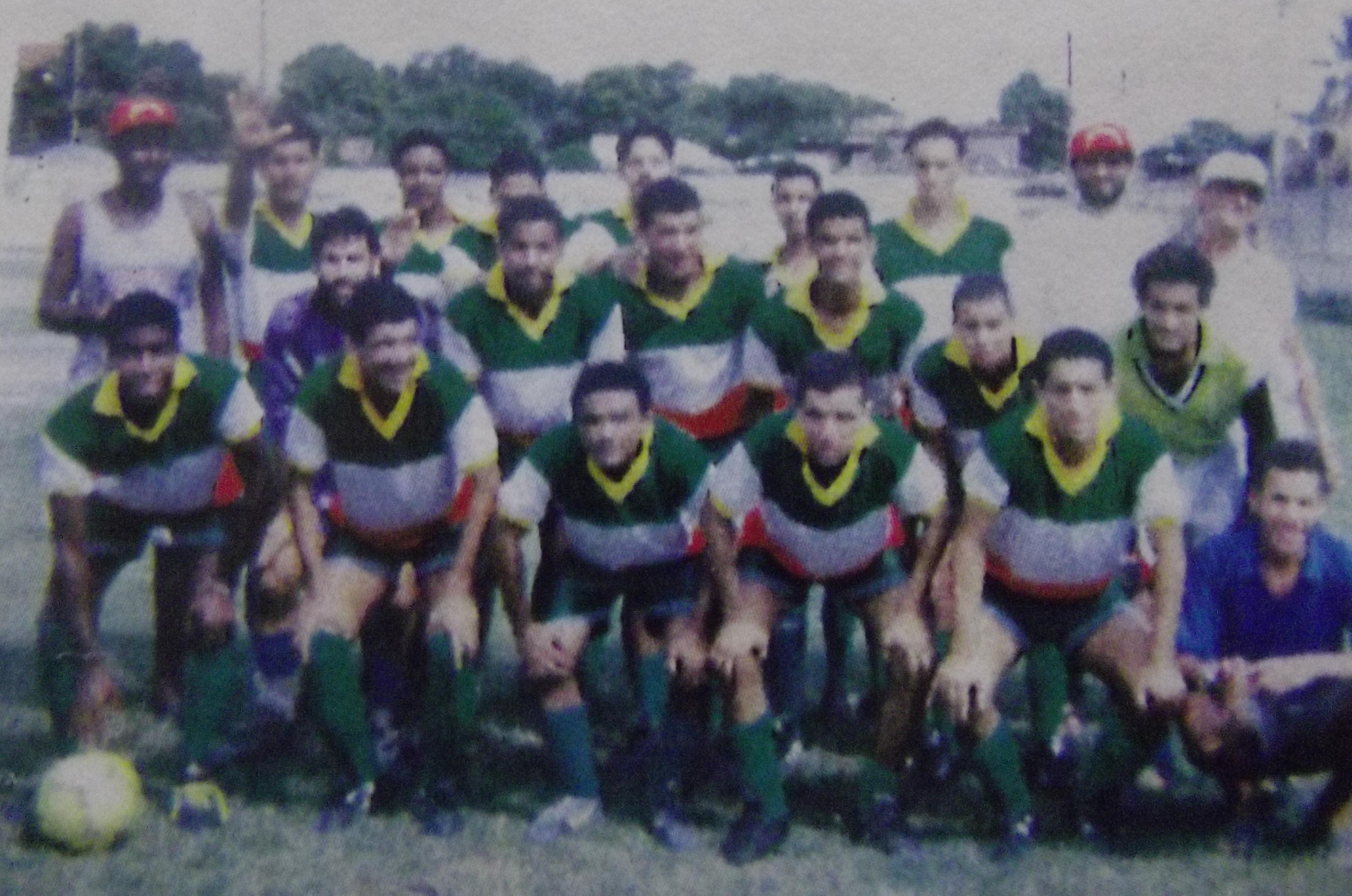
São João de Meriti

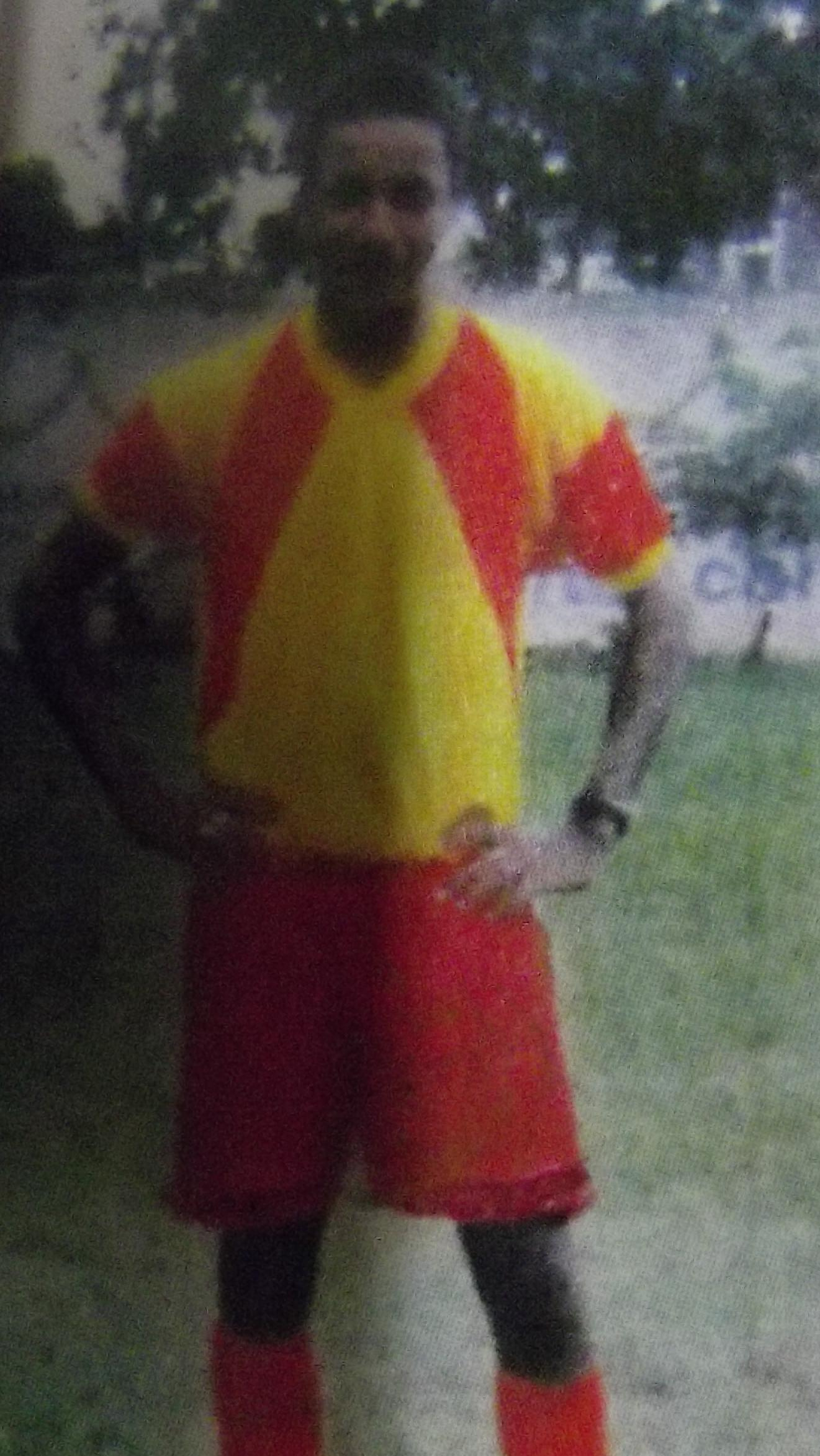
Uniforme reserva

Após disputar o campeonato amador da Liga Desportiva de São João de Meriti durante dois anos (1995/1996), como Psicose Futebol Clube, sendo vice-campeão em 1995, perdendo o título para a Associação Atlética Goiânia, num jogo emocionante onde estava ganhando de dois a zero no primeiro tempo, no segundo a virada da Equipe do Goiânia que venceu o jogo por 3x2, a agremiação do bairro de Éden se filiou à FFERJ, mudando de denominação por imposição desta a partir de sua estréia como profissional, em 1998, na Segunda Divisão. Neste certame ficou em quarto lugar em um campeonato disputado por apenas doze equipes. Os promovidos foram Esporte Clube Anchieta e Cruzeiro Futebol Clube, ficando a Sociedade Esportiva Búzios Verde na terceira colocação.
Em 1999, já na Terceira Divisão, o clube das cores verde, branco, amarelo e vermelho ficou em quarto em sua chave, não conseguindo se classificar para a fase seguinte, ficando atrás dos classificados Everest Atlético Clube, União Esportiva Coelho da Rocha e Associação Atlética Colúmbia.
Em 2000, se inscreveu para disputar a Segunda Divisão, mas devido à crise financeira, teve que abandonar a disputa no meio, ficando os seus jogos todos anulados. Após essa curta experiência, a agremiação se afastou dos campeonatos de âmbito profissional e amador.
Mandava seus jogos no estádio José Amorim Pereira, da União Esportiva Coelho da Rocha, e no Pavunense Futebol Clube, neste último, quando disputou o profissionalismo pela segunda e última vez. Alguns jogadores que passaram por esta equipe de futebol: Aldo Fontoura (volante), Alcino (volante), William (volante), George (meia atacante) Pelé (atacante) e Cássio Fontoura (atacante), entre outros. E foi presidido pelo professor de química e comerciante, Risan Mourai, que ainda almeja a volta do clube aos gramados, se conseguir patrocinadores.

## Estatísticas

### Participações
| Competição          | Temporadas | Melhor campanha             | Estreia | Última | P | R |
| ------------------- | ---------- | --------------------------- | ------- | ------ | - | - |
| Série B2 do Carioca | 1          | 4º colocado do grupo (1999) | 1999    | 1999   | – | – |
| Série C do Carioca  | 1          | 4º colocado (1998)          | 1995    | 2000   | – |   |

## Títulos
- 1995 - Vice-campeão meritiense (como Psicose Futebol Clube);